# Mali Karàmix
Mali Karàmix (en rus: Малый Карамыш) és un poble de l'óblast de Saràtov, a Rússia, segons el cens del 2010 tenia 12 habitants. Pertany al districte municipal de Líssie Gori.